# Hans-Jörg Bliesener
Hans-Jörg Bliesener, född den 6 april 1966 i Brandenburg, Tyskland, är en östtysk kanotist.
Han tog OS-brons i K-4 1000 meter i samband med de olympiska kanottävlingarna 1988 i Seoul.